# یواس‌اس دایدالوس (ای‌آرال-۳۵)
یواس‌اس دایدالوس (ای‌آرال-۳۵) (به انگلیسی: USS Daedalus (ARL-35)) یک کشتی بود که طول آن ۳۲۸ فوت (۱۰۰ متر) بود. این کشتی در سال ۱۹۴۵ ساخته شد.